# Зграда Аеро клуба
Зграда Аеро клуба саграђена је 1934—1935. године за националну установу ваздухопловства Краљевине Југославије, према пројекту београдског архитекте и пилота Војина Симеоновића. Проглашена је за споменик културе 2007. године. Налази се на углу улица Краља Петра и Узун Миркове (Узун Миркова 4 и Краља Петра 36).

## Историјат
До почетка тридесетих година двадесетог века Аероклуб није имао своје просторије. Камен темељац постављен је и освештан августа 1932. године, а новац за куповину земљишта и градњу Дома прикупљан од организовања томболе. Дом Аероклуба и плоча изгинулим авијатичарима освештани су 20. јануара 1935. године.
Да би објекат био што репрезентативнији израда бронзаних орлова на фасади код главног улаза поверена је вајару Петру Палавичинију. Израда витража на главном степеништу, са темом „Дедал и Икар”, била је поверена сликару Васи Поморишцу. Сликару Кости Хакману поверена је израда портрета краља Александра у природној величини, али та слика није сачувана.
Године 2007. зграда је проглашена за споменик културе. У образложењу Завода за заштиту споменика културе, између осталог се каже: „Зграда Аероклуба је репрезентативно дело архитекте Војина Симеоновића, као и његов први и једини јавни објекат подигнут у периоду између два светска рата. Објекат изузетне културно-историјске и архитектонске вредности, као национална установа ваздухопловства краљевине Југославије и један од најзначајнијих примера арт декоа у Београду, значајно је допринео европеизацији београдске архитектуре”.
У делу зграде према улици Краља Петра смештена је Меморијална галерија сликара Петра Добровића. Зграда Аеро клуба поседује значајне културно-историјске и архитектонске вредности.

## Карактеристике
Зграда је конципирана као монументалан угаони објекат, архитектонски је обликована у тада савременом европском стилу арт декоа. На репрезентативним фасадама јасно је уочљиво одступање од строгог академског концепта. Елеганција фасаде допуњена је одмереним нијансама фасадног материјала – полихромно обрађеног вештачког камена. Репрезентативној спољној обради архитектуре одговара облагање ентеријера, нарочито свечане сале на првом спрату, луксузним материјалима као што су дрво, штоф и месинг, затим штуко-декорација зидова и гвоздене декоративне маске радијатора. Свечани прилаз кроз кружни и овални хол са раскошним спиралним степеништем и оградом од кованог гвожђа осветљен је витражом и светларником.
Приземље зграде било је предвиђено за трговачке радње са магацинима у сутерену. Два улаза била су намењена за стамбени део зграде, а трећи само за приступ свечаним просторијама. Цео први спрат пројектован је у репрезентативне сврхе, као седиште једног одељка Аероклуба под називом Аеро серкл. На осталим спратовима, другом, трећем и четвртом, налазили су се станови за издавање.